# Rezoluce Valného shromáždění OSN č. 68/262
Rezoluce Valného shromáždění OSN č. 68/262, nazvaná „Územní celistvost Ukrajiny“, kterou Valné shromáždění OSN schválilo 27. března 2014, byla reakcí na ruskou anexi Krymu. Nezávazná rezoluce, pro kterou hlasovalo 100 států, potvrdila závazek Valného shromáždění k územní celistvosti Ukrajiny v rámci jejích mezinárodně uznaných hranicích a zdůraznila neplatnost referenda o nezávislosti Krymu. Proti rezoluci hlasovalo 11 států, 58 se hlasování zdrželo a dalších 24 se hlasování neúčastnilo. Rezoluce byla navržena Kanadou, Kostarikou, Německem, Litvou, Polskem a Ukrajinou.